# Honda Acty
Honda Acty ist der Name einer Reihe Kleintransporter des japanischen Autohersteller Honda, die überwiegend für den Binnenmarkt bestimmt sind. Sie werden in Japan als Kei-Car eingestuft, das heißt als Autos mit geringem Gesamtgewicht und kleinem Hubraum. Die Ausstattung des Honda Acty ist eher spartanisch, die möglichen Aufbauvarianten aber vielfältig als Pritschenwagen in Japan Pick-up genannt, Kastenwagen und Kleinbus.

## 1. Generation TA, TB, TC, JB, VD, VH (1977–1988)

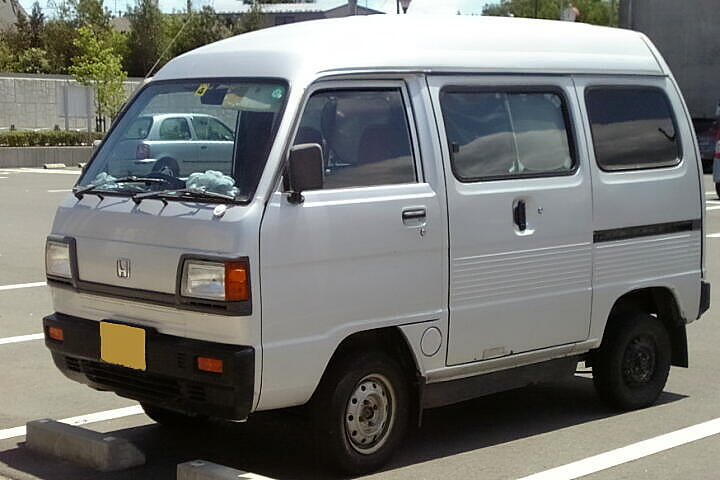
Honda Street

Wegen der von der japanischen Regierung neu festgelegten technischen Rahmenbedingungen für die Kei-Cars war ein Nachfolger des seit 1967 gebauten Honda TN 360 mit seinem luftgekühlten Motor überfällig.
Es erschien 1977 der Acty mit wassergekühltem Motor. Das Konzept des liegenden Mittelmotors vor der Hinterachse wurde vom Honda TN 360 übernommen. Der neu entwickelte Zweizylindermotor hatte nun 545 cm3 und leistete 21 kW (28 PS). 1979 wurde die Palette um den Bus und später durch einen geschlossenen Lieferwagen ergänzt, der auch mit Hochdach zu bekommen war. Ab 1981 gab es den Honda Street, ein luxuriöser ausgestatteter Acty Minivan/Kleinbus. Ab 1982 konnte der Acty mit Automatikgetriebe bestellt werden und ab 1983 wurde er auf Wunsch mit Allradantrieb angeboten.

### Modelle
| Baujahr   | Modellcode | Variante         | Hubraum | kW (PS) | Verkaufsland                                  | Anmerkung(en) |
| --------- | ---------- | ---------------- | ------- | ------- | --------------------------------------------- | ------------- |
| 1977–1988 | TA         | Pritsche, Kasten | 545 cm3 | 21 (28) | Australien, Großbritannien, Japan, Frankreich | EH            |
| 1979–1988 | VD         | Lieferwagen, Bus | 545 cm3 | 21 (28) | Japan                                         | EH            |
| 1982–1988 | TB         | Pritsche, Kasten | 545 cm3 | 21 (28) | Australien, Großbritannien, Japan             | EH            |
| 1983–1988 | TC         | Pritsche, Kasten | 545 cm3 | 21 (28) | Australien, Großbritannien, Japan             | EH, Allrad    |
| 1983–1988 | VH         | Bus              | 545 cm3 | 21 (28) | Japan                                         | EH, Allrad    |

## 2. Generation HA1, HA2, HH1, HH2, HA3, HA4, HA5, HH3, HH4 (1988–1999)
1988 erschien der Acty in 2. Generation und größerer Fahrzeuglänge. Damit reagierte Honda auf die bereits 1984 geänderten Vorschriften für Kei-Cars. Der Motor wurde wiederum neu entwickelt und hatte nun drei statt zwei Zylinder. Auch eine neue Version des Honda Street war wieder verfügbar.

### Modelle
| Baujahr   | Modellcode | Variante         | Hubraum | kW (PS) | Verkaufsland | Anmerkung(en) |
| --------- | ---------- | ---------------- | ------- | ------- | ------------ | ------------- |
| 1988–1990 | HA1        | Pritsche         | 547 cm3 | 25 (34) | Japan        | E05A          |
| 1988–1990 | HA2        | Pritsche         | 547 cm3 | 25 (34) | Japan        | E05A, Allrad  |
| 1988–1990 | HH1        | Lieferwagen, Bus | 547 cm3 | 25 (34) | Japan        | E05A          |
| 1988–1990 | HH2        | Lieferwagen, Bus | 547 cm3 | 25 (34) | Japan        | E05A, Allrad  |

## Facelift 1990

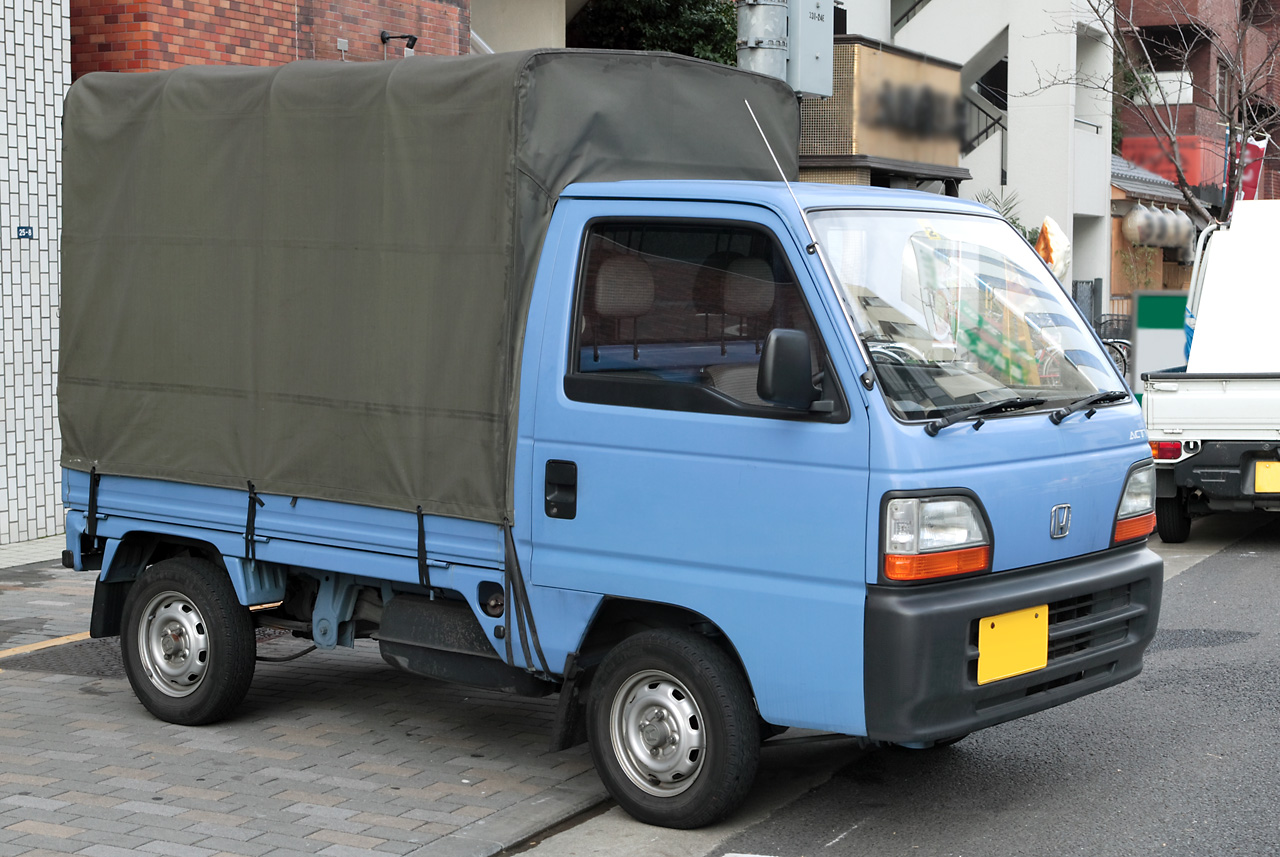
Honda Acty Facelift

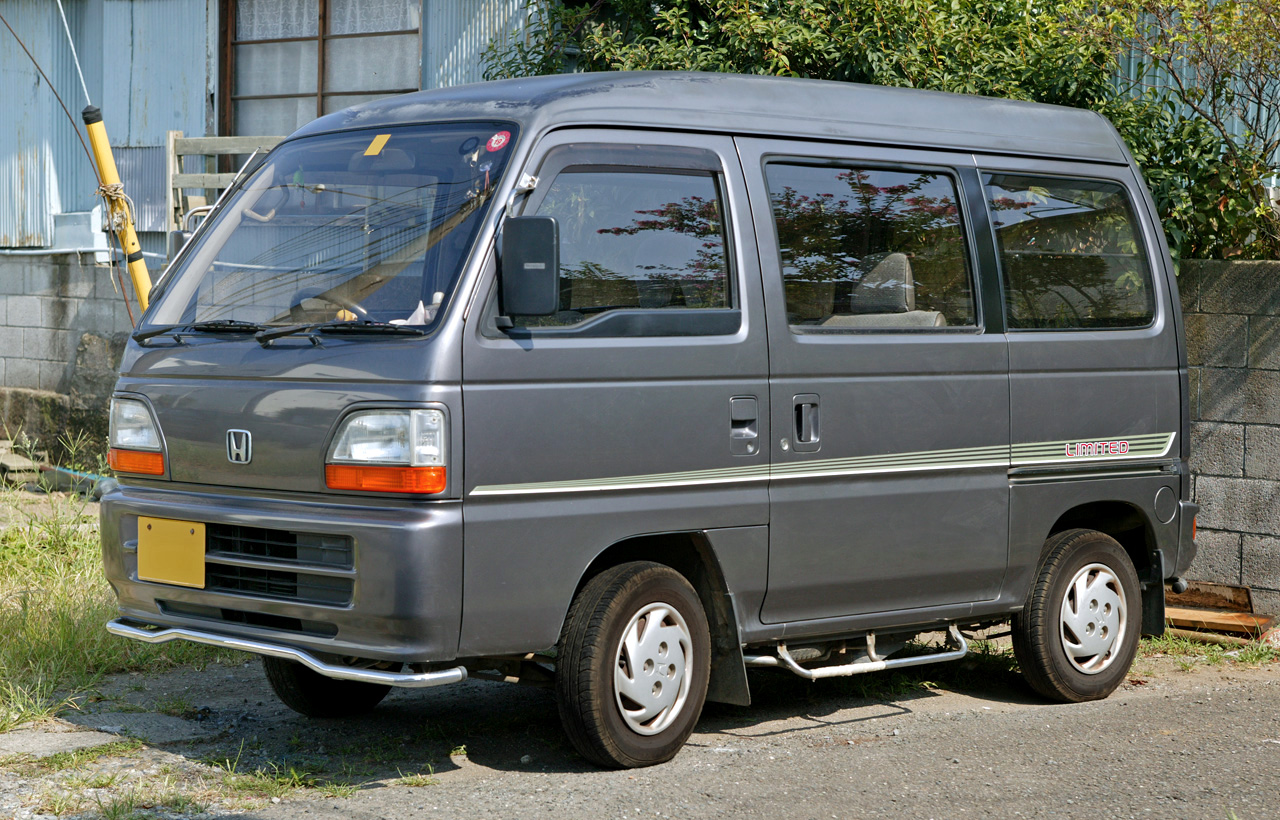
Honda Street II

Der Acty wurde gründlich überarbeitet, weil mit dem 1988er Modell die Hubraum- als auch die Fahrzeuglängenbegrenzungen nicht vollständig ausgeschöpft wurden. Ab dem Baujahr 1990 wurde der Acty mit einem neuen Motor (E07A) ausgestattet. Ein 3-Zylinder-Viertaktmotor mit 656 cm3. Dieser Motor wurde in allen Honda-Kei-Cars dieser Zeit verwendet.
Ein neues Modell, der Acty Crawler, ergänzte ab 1995 das Programm. Diese Ausführung hatte nicht nur Raupenkettenantrieb an einer Tandem-Hinterachse, sondern war auch gleichzeitig ein Kipper.
1996 wurde der bewährte E07A-Motor mit der Benzineinspritzung PGM-FI versehen, was eine Leistungssteigerung von 28 kW (38 PS) auf 32 kW (44 PS) brachte. Technisch blieben die Modelle unverändert.

### Modelle
| Baujahr   | Modellcode | Variante         | Hubraum | kW (PS)                                 | Verkaufsland | Anmerkung(en)       |
| --------- | ---------- | ---------------- | ------- | --------------------------------------- | ------------ | ------------------- |
| 1990–1999 | HA3        | Pritsche         | 656 cm3 | 28 (38) ab 1996: PGM-FI (32 kW (44 PS)) | Japan        | E07A                |
| 1990–1999 | HA4        | Pritsche         | 656 cm3 | 28 (38) ab 1996: PGM-FI (32 kW (44 PS)) | Japan        | E07A, Allrad        |
| 1990–1999 | HH3        | Lieferwagen, Bus | 656 cm3 | 28 (38) ab 1996: PGM-FI (32 kW (44 PS)) | Japan        | E07A                |
| 1990–1999 | HH4        | Lieferwagen, Bus | 656 cm3 | 28 (38) ab 1996: PGM-FI (32 kW (44 PS)) | Japan        | E07A, Allrad        |
| 1995–1999 | HA5        | Crawler          | 656 cm3 | 28 (38) ab 1996: PGM-FI (32 kW (44 PS)) | Japan        | E07A, Kettenantrieb |

## 3. Generation HA6/HA7 (1999–2009) HH5/HH6 (1999–2018)

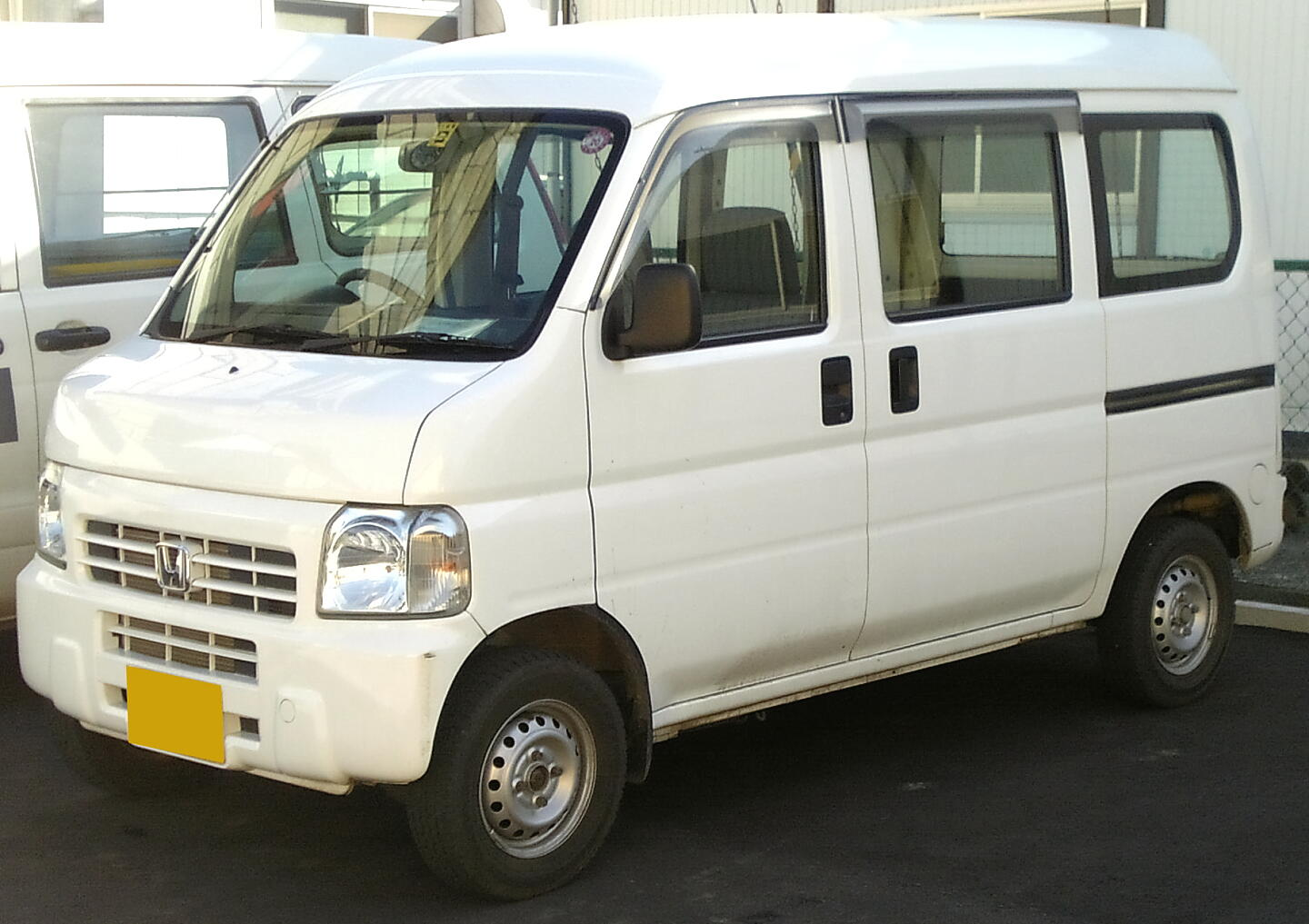
Acty Van

Die japanische Regierung erließ 1996 erneut neue Bestimmungen der Fahrzeugausmaßen in der Kei-Car-Klasse, woraufhin der Acty 1999 erneut überarbeitet und als 3. Generation vorgestellt wurde. Hierbei wurde vor allem der Radstand verändert da das Crashverhalten verbessert wurde und dadurch die Ladefläche höher gelegen hätte. Die maximale Motorleistung erhöhte sich von 28 kW (38 PS) auf nun generell 34 kW (46 PS). Der Honda Street wurde durch den Vamos ersetzt. Das Leergewicht wird mit 800–870 kg angegeben.
Anders als bei den früheren Generationen konnte nun auch die Allradversion mit Automatikgetriebe ausgestattet werden.
2009 endete die Produktion des Pick-ups während der Kastenwagen/Kleinbus noch immer in Produktion ist, mittlerweile aber mit Allradantrieb, Automatikgetriebe und 39 kW (53 PS).

### Modelle
| Baujahr   | Modellcode | Variante         | Hubraum | kW (PS) | Verkaufsland | Anmerkung(en)        |
| --------- | ---------- | ---------------- | ------- | ------- | ------------ | -------------------- |
| seit 1999 | HA6        | Pritsche, Kipper | 660 cm3 | 34 (46) | Japan        | E07Z, PGM-FI         |
| seit 1999 | HA7        | Pritsche, Kipper | 660 cm3 | 34 (46) | Japan        | E07Z, PGM-FI, Allrad |
| seit 1999 | HH5        | Lieferwagen, Bus | 660 cm3 | 34 (46) | Japan        | E07Z, PGM-FI         |
| seit 1999 | HH6        | Lieferwagen, Bus | 660 cm3 | 34 (46) | Japan        | E07Z, PGM-FI, Allrad |

## 4. Generation HA8/HA 9 (2009–2021)
Im Jahr 2009 wurde auf der 41. Tokyo Motor Show die vierte Generation vorgestellt. Hierbei wurde vom Semi-Frontlenker-Typ der dritten Generation zum Quadrat-Frontlenker-Typ und dem Radstand der zweiten Generation zurückgekehrt. Dadurch erhöhte sich der Lenkwinkel der Vorderräder und der Wendekreis reduzierte sich auf 7,2 m. Außerdem verbesserte sich auch die Beinfreiheit. Das Leergewicht wird mit 760–820 kg angegeben. Der Motor ist baugleich mit dem des Vorgängers, verbraucht aber in allen Varianten mindestens 5 % weniger Kraftstoff wegen des geringeren Fahrzeuggewichts. Allradantrieb ist wiederum nur in Kombination mit Schaltgetriebe erhältlich. Außer ABS mit EBD sind Doppelairbags serienmäßig.